# Borislav Guidikov
Borislav Krastev Guidikov –en búlgaro, Борислав Кръстев Гидиков– (Pazardzhik, 3 de noviembre de 1965) es un deportista búlgaro que compitió en halterofilia.
Participó en los Juegos Olímpicos de Seúl 1988, obteniendo una medalla de oro en la categoría de 75 kg. Ganó dos medallas en el Campeonato Mundial de Halterofilia, oro en 1987 y plata en 1986, y dos medallas en el Campeonato Europeo de Halterofilia, plata en 1986 y bronce en 1987.

## Palmarés internacional
| Juegos Olímpicos   | Juegos Olímpicos         | Juegos Olímpicos  | Juegos Olímpicos |
| Año                | Lugar                    | Medalla           | Categoría        |
| ------------------ | ------------------------ | ----------------- | ---------------- |
| 1988               | Seúl (Corea del Sur)     | Medalla de oro    | 75 kg            |
| Campeonato Mundial |                          |                   |                  |
| Año                | Lugar                    | Medalla           | Categoría        |
| 1986               | Sofía (Bulgaria)         | Medalla de plata  | 75 kg            |
| 1987               | Ostrava (Checoslovaquia) | Medalla de oro    | 75 kg            |
| Campeonato Europeo |                          |                   |                  |
| Año                | Lugar                    | Medalla           | Categoría        |
| 1986               | Karl-Marx-Stadt (RDA)    | Medalla de plata  | 75 kg            |
| 1987               | Reims (Francia)          | Medalla de bronce | 75 kg            |